# Лальо
Лальо (итал. Laglio) — коммуна в Италии, располагается в регионе Ломбардия, в провинции Комо, в 9 км от одноимённого города.
Население составляет 930 человек (2008 г.), плотность населения составляет 148 чел./км². Занимает площадь 6 км². Почтовый индекс — 22010. Телефонный код — 031.
Покровителем коммуны почитается святой великомученик Георгий, празднование 23 апреля.
В 2002 году актёр Джордж Клуни купил приозёрную виллу Олеандра за $10 млн. В 2015 году сообщалось о том, что за ту же виллу ему предлагали сумму в 10 раз большую.